# Barquet
Barquet – miejscowość i gmina we Francji, w regionie Normandia, w departamencie Eure.
Według danych na rok 1990 gminę zamieszkiwało 289 osób, a gęstość zaludnienia wynosiła 21 osób/km² (wśród 1421 gmin Górnej Normandii Barquet plasuje się na 622. miejscu pod względem liczby ludności, natomiast pod względem powierzchni na miejscu 181.).